# Hélène Dubreuil
Hélène Dubreuil (* 14. Mai 1967) ist eine französische Szenenbildnerin, die bei der Oscarverleihung 2012 für ihre Arbeit bei Midnight in Paris zusammen mit Anne Seibel für den Oscar in der Kategorie Bestes Szenenbild nominiert war. Sie ist seit Mitte der 1990er Jahre im Filmgeschäft tätig und war an mehr als 20 Produktionen beteiligt.

## Filmografie
- 1994: Die Sandburg (Petits arrangements avec les morts)
- 1996: Der Unhold (The Ogre)
- 1997: Assassin(s)
- 1999: Mélissol (Fernsehserie)
- 2002: Samouraïs
- 2004: Die wunderbare Welt des Gustave Klopp (Narco)
- 2004: Im Spiegel des Bösen (À ton image)
- 2005: Cool Waves – Brice de Nice (Brice de Nice)
- 2006: Paris, je t’aime
- 2006: Paris 2011: La grande inondation (Dokumentarfernsehfilm)
- 2008: Skate or Die
- 2009: Le coach
- 2009: Julie & Julia
- 2009: Équipe médicale d’urgence (Fernsehserie)
- 2009: Aime-moi (Kurzfilm)
- 2009: Romy (Fernsehfilm)
- 2009: Le coach
- 2010: Inception
- 2011: Café de Flore
- 2011: Midnight in Paris
- 2012: Ein Mordsteam (De l’autre côté du périph)
- 2018: Demi sœurs